# 벤치 프레스

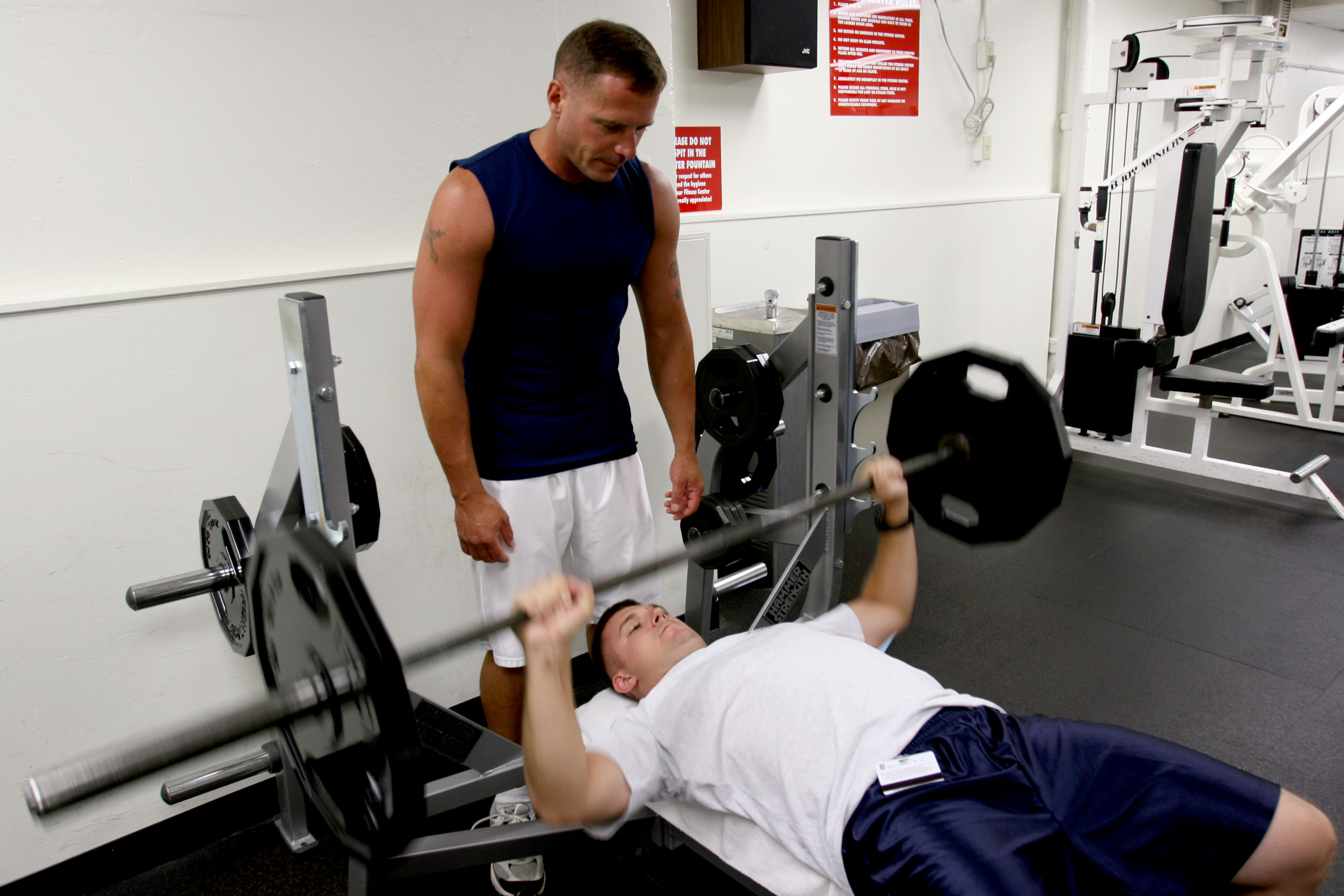
한 남자가 바벨 벤치 프레스를 하는 동안 다른 남자가 그를 보조하고 있다.

벤치 프레스(bench press, chest press)는 스쿼트, 데드리프트와 함께 웨이트 트레이닝의 'Big 3'로 불리는 대표적인 근력 운동 중 하나이다. 벤치에 등을 대고 누워서 역기를 가슴 높이까지 내렸다가 굽힌 팔꿈치를 쭉 펴면서 들어 올리는 방식으로 실시한다.

## 효과
이 운동이 목표하는 것은 대흉근의 발달이다. 또한 이 운동에서는 삼각근과 상완삼두근이 보조적인 역할을 하므로 이들도 동시에 자극이 되고, 어깨 주변 근육들과 승모근도 어깨 관절을 안정시키기 위해 동작하므로 부수적으로 단련할 수 있다.

## 시작자세[2]
1. 벤치에 누워 두 발을 바닥에 고정해주세요.
2. 어깨를 뒤로 당긴 후 고정하여 어깨가 가슴보다 뒤에 위치하게 합니다.
3. 허리는 자연스러운 아치 모양이 되게 해주세요.
4. 어깨너비보다 조금 넓게 바벨을 두 손으로 잡아주세요.
5. 허리와 어깨를 고정한 채로 바벨을 들어 바벨을 가슴 위에 위치하게 합니다.

## 운동 동작[3]
1. 가슴 아래쪽에 바벨이 닿도록 천천히 바벨을 내려주세요.
2. 이때, 팔뚝(전완)은 바닥과 수직이 되어야 합니다.
3. 천천히 바벨을 들어 올려 시작 자세로 돌아오세요.

## 호흡법[4]
팔을 구부릴 때 숨을 들이쉬고, 팔을 밀 때 숨을 내쉬세요.

## 주의점
주의점은, 보조자 없이 바벨로 이 운동을 실시할 경우 바에 목이 짓눌려 부상 또는 사망의 위험이 있다는 점이다. 실제로 미국에서는 매년 이 운동을 하다가 목이 눌려 숨지는 사망자가 나오고 있다. 근본적인 예방책으로는, 바벨 대신 양손에 덤벨을 들고 이 운동을 실시하는 방법이 있다.
팔을 펴는 동작에서 팔꿈치 관절이 마찰을 받으며 팔꿈치에 통증을 느낄 수 있다. 이 증상이 지속되면 관절 사이에 칼슘이 침착하여 팔꿈치의 기능을 상실할 위험도 있다. 따라서 팔꿈치에 통증이 느껴지면 통증이 완전히 사라질때까지 이 운동을 포함하여 팔을 펴는 동작이 포함된 운동을 해서는 안된다.
가슴 운동을 너무 과도하게 하여 등 상부 근육에 비해 지나치게 자극되면 근육과 관절의 균형이 깨져서 부상의 위험이 높아진다. 이러한 부상을 막으려면 등 상부 운동의 가슴 운동의 세트수를 등 상부 근육 운동의 세트수와 비슷하게 맞춰야 한다.

## 같이 보기
- 데드리프트
- 스쿼트